# Єпископат Александрійського патріархату
Єпископат Александрійського патріархату станом на 21 жовтня 2021 року нараховує 41 ієрарха, серед них 36 правлячих (у тому числі предстоятель Церкви — Папа і Патріарх Александрійський і всієї Африки), троє єпископів-помічників, три ієрархи перебувають на спокої.

## Чинні єпископи
| №  | Архієрей                  | Архієрей           | Архієрей                                                                                  | Хіротонія         | Хіротонія    | Статус       |
| №  | Ім'я                      | Сан                | Титул                                                                                     | Дата              | Патріарство  | Статус       |
| -- | ------------------------- | ------------------ | ----------------------------------------------------------------------------------------- | ----------------- | ------------ | ------------ |
| 1  | Феодор ІІ (Хорефтакіс)    | папа і патріарх    | Александрійський і всієї Африки                                                           | 17 червня 1990    | Парфеній III | предстоятель |
| 2  | Макарій (Тіллирідіс)      | старець-митрополит | Найробський, іпертим та екзарх Кенії                                                      | 25 липня 1992     | Парфеній III | правлячий    |
| 3  | Гавриїл (Рафтопулос)      | старець-митрополит | Леонтопольський, іпертим та екзарх Другої Августамніки та Червоного моря                  | 4 листопада 2006  | Феодор ІІ    | правлячий    |
| 4  | Серафим (Кікотіс)         | митрополит         | Зімбабвійський та Ангольський, іпертим та екзарх Півдня Африки                            | 28 вересня 1997   | Петро VII    | правлячий    |
| 5  | Олександр (Янніріс)       | митрополит         | Нігерійський, іпертим та екзарх Гвінейської затоки                                        | 24 листопада 1997 | Петро VII    | правлячий    |
| 6  | Феофілакт (Дзумеркас)     | митрополит         | Тріполійський, іпертим та екзарх Лівії                                                    | 26 листопада 1999 | Петро VII    | правлячий    |
| 7  | Сергій (Кікотіс)          | митрополит         | мису Доброї Надії, іпертим та екзарх Наталю та околиць                                    | 27 листопада 1999 | Петро VII    | правлячий    |
| 8  | Афанасій (Кікотіс)        | митрополит         | Кіренський, іпертим та екзарх Лівійського моря                                            | 28 листопада 1999 | Петро VII    | правлячий    |
| 9  | Ієронім (Музеї)           | митрополит         | Мванзький, іпертим та екзарх Західної Танзанії                                            | 11 грудня 1999    | Петро VII    | правлячий    |
| 10 | Георгій (Владимиру)       | митрополит         | Гвінейський, іпертим та екзарх Приморської Африки                                         | 4 березня 2001    | Петро VII    | правлячий    |
| 11 | Миколай (Антоніу)         | митрополит         | Ермопольський, іпертим та екзарх Першого Єгипту                                           | 18 березня 2001   | Петро VII    | правлячий    |
| 12 | Димитрій (Захаренгас)     | митрополит         | Іринопольський, іпертим та екзарх Східної Тазнанії та Сейшел                              | 6 жовтня 2002     | Петро VII    | правлячий    |
| 13 | Дамаскин (Папандреу)      | митрополит         | Йоганнесбурзький і Преторійський, іпертим та екзарх всієї Південної Африки                | 30 жовтня 2004    | Феодор ІІ    | правлячий    |
| 14 | Ігнатій (Сенніс)          | митрополит         | Антананарівський і Півночномадагаскарський, іпертим та екзарх Островів Індійського океану | 14 листопада 2004 | Феодор ІІ    | правлячий    |
| 15 | Еммануїл (Кяяс)           | митрополит         | Птолемаїдський, іпертим та екзарх Верхнього Єгипту                                        | 14 листопада 2004 | Феодор ІІ    | правлячий    |
| 16 | Григорій (Стергіу)        | митрополит         | Камерунський, іпертим та екзарх Центральної Африки                                        | 25 листопада 2004 | Феодор ІІ    | правлячий    |
| 17 | Никодим (Пріангелос)      | митрополит         | Мемфіський, іпертим та екзарх Єгипту                                                      | 12 листопада 2006 | Феодор ІІ    | правлячий    |
| 18 | Мелетій (Григоріатіс)     | митрополит         | Катанзький, іпертим та екзарх Внутрішньої Африки                                          | 25 листопада 2006 | Феодор ІІ    | правлячий    |
| 19 | Генадій (Стандзіос)       | митрополит         | Ботсванський, іпертим та екзарх Калахарі                                                  | 26 листопада 2006 | Феодор ІІ    | правлячий    |
| 20 | Феодор (Дімітріу)         | митрополит         | Іліопольський, іпертим та екзарх Середнього Єгипту                                        | 27 листопада 2006 | Феодор ІІ    | правлячий    |
| 21 | Сава (Хімонеттос)         | митрополит         | Нубійський, іпертим та екзарх всього Судану та Еритреї                                    | 11 жовтня 2009    | Феодор ІІ    | правлячий    |
| 22 | Іоан (Цафтарідіс)         | митрополит         | Замбійський, іпертим та екзарх Середньої Африки                                           | 17 жовтня 2010    | Феодор ІІ    | правлячий    |
| 23 | Пантелеймон (Арафімос)    | митрополит         | Браззавільський та Габонський, іпертим та екзарх Атлантичної Африки                       | 2 грудня 2012     | Феодор ІІ    | правлячий    |
| 24 | Інокентій (Б’якатонда)    | митрополит         | Бурундійський та Руандський, іпертим та екзарх Серединної Африки                          | 6 грудня 2012     | Феодор ІІ    | правлячий    |
| 25 | Наркіс (Гаммох)           | митрополит         | Навкратидський, іпертим та екзарх Нілу Єгипетського                                       | 1 грудня 2013     | Феодор ІІ    | правлячий    |
| 26 | Мелетій (Куманіс)         | митрополит         | Карфагенський, іпертим та екзарх Північної Африки                                         | 5 грудня 2014     | Феодор ІІ    | правлячий    |
| 27 | Даниїл (Біазіс)           | митрополит         | Аксумський, іпертим та екзарх всієї Ефіопії                                               | 5 грудня 2018     | Феодор ІІ    | правлячий    |
| 28 | Феодосій (Цицивос)        | митрополит         | Канангський, іпертим та екзарх Екваторіальної Африки                                      | 6 грудня 2018     | Феодор ІІ    | правлячий    |
| 29 | Петро (Паргінос)          | митрополит         | Аккрський, іпертим та екзарх Західної Африки                                              | 6 грудня 2019     | Феодор ІІ    | правлячий    |
| 30 | Неофіт (Конґай)           | єпископ            | Ньєрійський і Кенійських гір                                                              | 21 грудня 2014    | Феодор ІІ    | правлячий    |
| 31 | Агафонік (Ніколаїдіс)     | єпископ            | Аруський і Центральнотанзанійський                                                        | 11 грудня 2016    | Феодор ІІ    | правлячий    |
| 32 | Сільвестр (Кісіту)        | єпископ            | Гулуський та Східноугандський                                                             | 16 грудня 2018    | Феодор ІІ    | правлячий    |
| 33 | Фотій (Хаджиантоніу)      | єпископ            | Малавійський                                                                              | 23 грудня 2018    | Феодор ІІ    | правлячий    |
| 34 | Продром (Кацуліс)         | єпископ            | Туліарський і Південномадагаскарський                                                     | 13 січня 2019     | Феодор ІІ    | правлячий    |
| 35 | Марк (Теодосіс)           | єпископ            | Кісумський і Західнокенійський                                                            | 5 грудня 2019     | Феодор ІІ    | правлячий    |
| 36 | Никодим (Булаксіс)        | єпископ            | Нітрійський                                                                               | 27 березня 2016   | Феодор ІІ    | помічник     |
| 37 | Феодор (Дрідакіс)         | єпископ            | Вавилонський                                                                              | 18 грудня 2016    | Феодор ІІ    | помічник     |
| 38 | Герман (Галаніс)          | єпископ            | Таміафський                                                                               | 25 листопада 2019 | Феодор ІІ    | помічник     |
| 39 | Порфирій (Скікос)         | митрополит         | Фіваїдський                                                                               | 17 червня 1990    | Парфеній III | на спокої    |
| 40 | Пантелеймон (Ламбадаріос) | митрополит         | Антинойський                                                                              | 30 листопада 1999 | Петро VII    | на спокої    |
| 41 | Василій (Варвеліс)        | єпископ            | Арсінойський                                                                              | 30 листопада 2014 | Феодор ІІ    | на спокої    |

Примітки:
1. ↑  повний титул — Блаженнійший, Божественнійший і Святійший Отець і Пастироначальник, Папа і Патріарх Великого Города Александрії, Лівії, Пентаполя, Ефіопії, всього Єгипту і всієї Африки, Отець Отців, Пастир Пастирів, Архієрей Архієреїв, Тринадцятий Апостол і Суддя Усесвіту